# Serpentisuchops pfisterae
Il serpentisucope (Serpentisuchops pfisterae) è un rettile acquatico estinto, appartenente ai plesiosauri. Visse nel Cretaceo superiore (Maastrichtiano, circa 69 - 70 milioni di anni fa) e i suoi resti fossili sono stati ritrovati in Nordamerica.

## Descrizione
Al contrario di quasi tutti gli altri plesiosauri noti, Serpentisuchops possedeva sia un collo che un muso allungati. Il collo era composto da 32 vertebre, con spine neurali alte e larghe in senso anteroposteriore, che indicano la presenza di grandi muscoli epassiali nell'animale in vita. Serpentisuchops era lungo almeno 7 metri, e possedeva denti aguzzi di forma conica e ricurva, posti nettamente uno vicino all'altro.

## Classificazione
Serpentisuchops è un membro della famiglia dei policotilidi, un gruppo di plesiosauri tipici del Cretaceo e solitamente dotati di colli più corti rispetto agli altri plesiosauroidi. Analisi filogenetiche indicano che Serpentisuchops era un policotilide derivato, all'interno del clade Polycotylinae: si suppone che il suo muso lungo fosse un tratto ancestrale, mentre il lungo collo era secondariamente derivato e convergente con quello dei plesiosauri ancestrali, degli elasmosauridi contemporanei e di alcuni membri più basali dei Polycotylidae. 
Serpentisuchops pfisterae venne descritto per la prima volta nel 2022, sulla base di un esemplare rinvenuto nella formazione Pierre Shale in Wyoming, in terreni risalenti al Maastrichtiano inferiore.

## Paleoecologia
I denti conici, ricurvi e stretti sono coerenti con una dieta piscivora. Le spine neurali cervicali alte e larghe indicano grandi muscoli epassiali e suggeriscono che Serpentisuchops usasse sia il collo che il muso in rapidi attacchi laterali mirati a prede proporzionalmente piccole.